# NGC 26
NGC 26 es una galaxia espiral en la constelación de Pegaso. Fue descubierto el 14 de septiembre de 1865 por Heinrich d’Arrest.

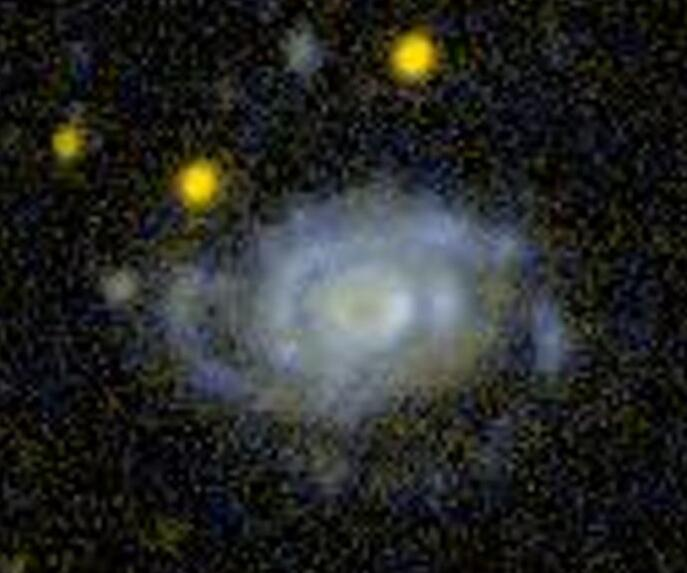
NGC 26 GALEX (ultravioleta)

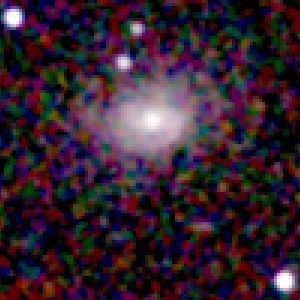
NGC 26 2MASS (infrarrojo cercano)